# Frits Bolkestein
Frederik "Frits" Bolkestein, född 4 april 1933 i Amsterdam, död 17 februari 2025 i Laren, Noord-Holland, var en nederländsk politiker från det högerliberala partiet Folkpartiet för frihet och demokrati (VVD). Han var försvarsminister 1988–1989, partiledare för sitt parti VVD 1990–1998 samt EU-kommissionär för den inre marknaden 1999–2004. 
Bolkestein hade universitetsexamen i matematik, fysik, filosofi och grekiska från Universiteit van Amsterdam, nationalekonomi från London School of Economics och juridik (Master of Laws) från Universitetet i Leiden (1965). Han var ledamot av Generalstaterna (parlamentet) 1978–1982, 1986–1988 och 1989–1999. Han ingick i regeringen 1982–1986 som handelsminister och 1988–1989 som försvarsminister. 1990–1998 var han partiledare för VVD och 1996–1999 ordförande för Liberala internationalen.
Bolkestein var EU-kommissionär 1999–2004 och ansvarade för den inre marknaden, tjänster, skatter och tullar i Prodi-kommissionen. Från denna post drev han bland annat frågorna om gemenskapspatent och tjänstedirektivet (Bolkesteindirektivet).